# Gentianella
Gentianella és un gènere de plantes amb flor de la família de les gencianàcies.

## Taxonomia
- Gentianella amarella
- Gentianella anglica
- Gentianella auriculata
- Gentianella bulgarica
- Gentianella campestris - genciana campestre
- Gentianella ciliata - gencianeta de tardor
- Gentianella germanica
- Gentianella microcalyx
- Gentianella propinqua
- Gentianella quinquefolia
- Gentianella tenella - genciana fina
- Gentianella tortuosa
- Gentianella uliginosa
- Gentianella wislizeni
- Gentianella wrightii